# Ometepe
Omotepe a Nicaragua-tó legnagyobb szigete, a természeti környezet és régészeti leletei miatt kedvelt turisztikai célpont. Neve a navatl nyelvből származik, jelentése „két csúcs”. A történelem során északi irányból érkezve több indián néptörzs is megtelepedett itt, ebben közrejátszhatott, hogy ősi hitük alapján vándorlásaik során egy ilyen, két hegycsúcs által formált földrészt kerestek, amit itt találtak meg. Ma lakossága 40 000 fő körül van.

## Földrajz
A sziget Nicaragua déli részén, Rivas megye területén, a Nicaragua-tóban található a délnyugati parttól mintegy 8 km távolságra. Két vulkánból, az 1610 méter magas Concepciónból és a Maderasból, valamint az őket összekötő keskeny szárazföldi részből áll. Területe 276 km², több kisebb település is található rajta. Legnyugatibb pontja a Moyogalpa közelében található Punta Jesús María, amely egy keskeny, tóba nyúló földnyelv. Kezdeti, fákkal borított része 20 méter széles és 200 méter hosszú, de folytatásában egy még keskenyebb homokpad található, amely vízállástól függő hosszúságban kerül szárazra, nyáron akár egy kilométernyire is benyúlhat a tóba. A Maderas nyugati felén található Mérida falu mellett két kis sziget is található partjai mentén: a Majom-szigetek (spanyolul Islas Mono). A Concepcióntól délre egy kis félszigeten található a Charco Verde (Zöld-tó) nevű tavacska, amely a télen megemelkedett vízszint esetén egybefűződik a Nicaragua-tóval, később leválasztódik róla.

## Turizmus
A sziget kedvelt turisztikai célpont. A látnivalók négy központ köré csoportosulnak:
- Moyogalpa kisváros a sziget nyugati részén található, a hét minden napján többször közlekedő komp- és csónakjáratok kötik össze a szárazfölddel. A településen többek között szállodák, vendéglők, gyógyszertár, valamint járműkölcsönzők is találhatók. Délre indulva a településről néhány kilométeren belül elérhető a Punta Jesús María földnyelv, keletre pedig a Concepción vulkánra lehet feljutni. Magasabban fekvő részeit őserdő borítja, amelyben többek között vörös bőgőmajmok és közönséges csuklyásmajmok is megfigyelhetők. Moyogalpától északra nehezen járható, turisták által kevéssé látogatott helyek találhatók. Minden év december 17-én a városban rendezik az Ometepei Turisztikai Fesztivált, ahol táncos rendezvények mellett kerékpár-, teherhordóökör- és evezősversenyeket is rendeznek.[1]
- A Concepcióntól délre található Charco Verde környéke leginkább a zöldes színű tavacska és a vidék élővilága miatt érdekes. Az itteni erdőben három, akár a 70-es egyedszámot is elérő nagyságú bőgőmajom-populáció él, valamint gazdag a madárvilág és előfordulnak boák is. A tópart egy részén mangroveerdők húzódnak, máshol a gyümölcsfák a gyakoriak, például a közel dinnyenagyságú termést hozó szapotijják. A közelben egy kisebb hegycsúcs is emelkedik, amelynek tetején található az úgynevezett „ördög kilátója”. A környéken lovaglásra és kajakozásra is lehetőség van.[1]
- Altagracia település a Concepción északnyugati oldalán található, főleg kultúrája miatt érdekes. Itt található egy spanyol hódítás előtti régészeti leleteket bemutató múzeum, és itt rendezik november 12. és 17. között Alcalái Szent Didák ünnepét is, ahol az utcákon előadják a Sompopo nevű táncot is.[1]
- A Maderastól nyugatra fekvő partvidék két fontosabb települése San Ramón és Mérida. Előbbi közelében, mintegy 4 km távolságra található egy látványos vízesés, és ugyanezen az úton továbbmenve érhető el a Maderas csúcsa is. Mérida környékén gyalogos és lovas túrákra, kerékpározásra és kajakozásra van lehetőség.[1]

## Képek

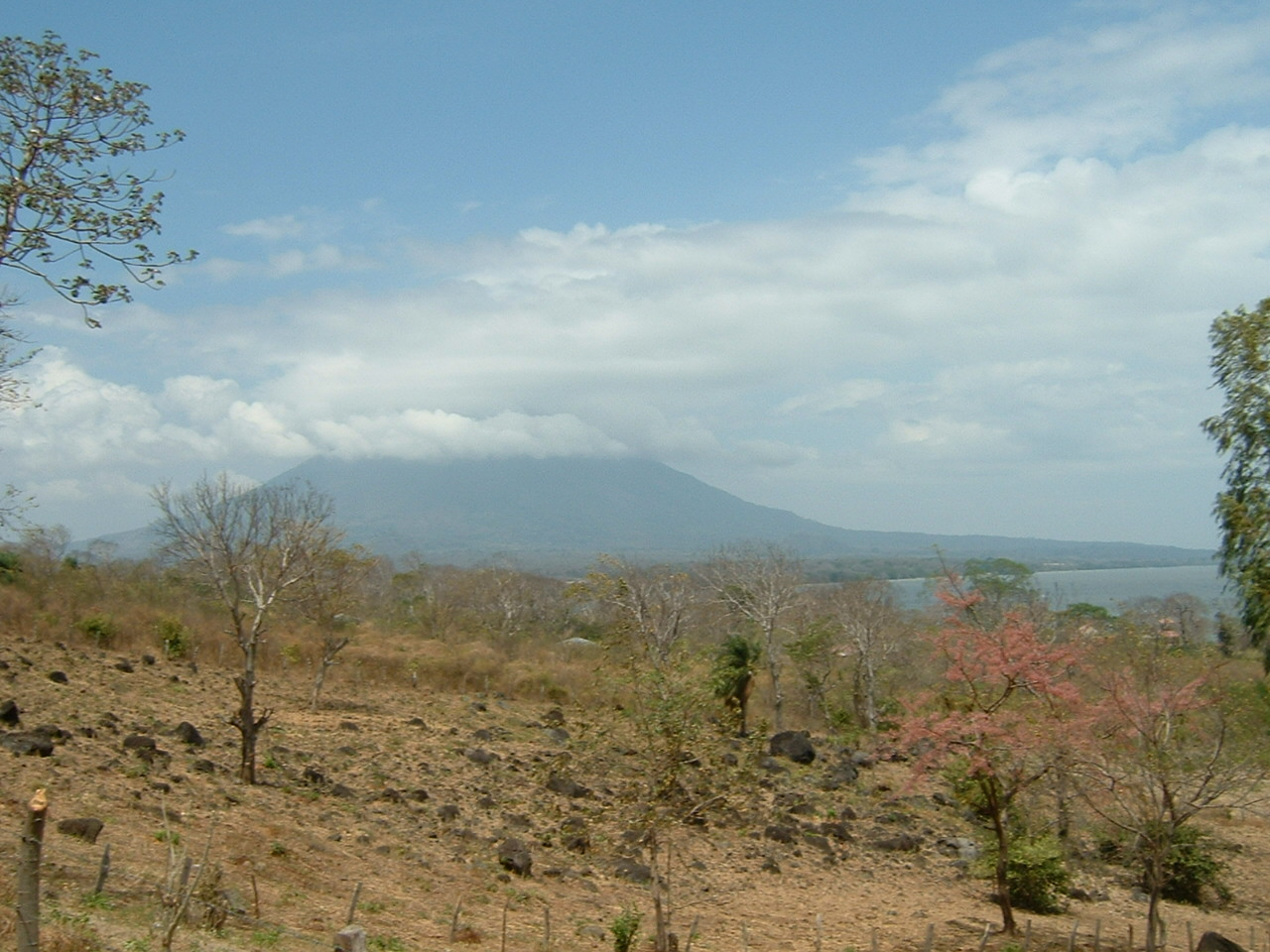
A sziget
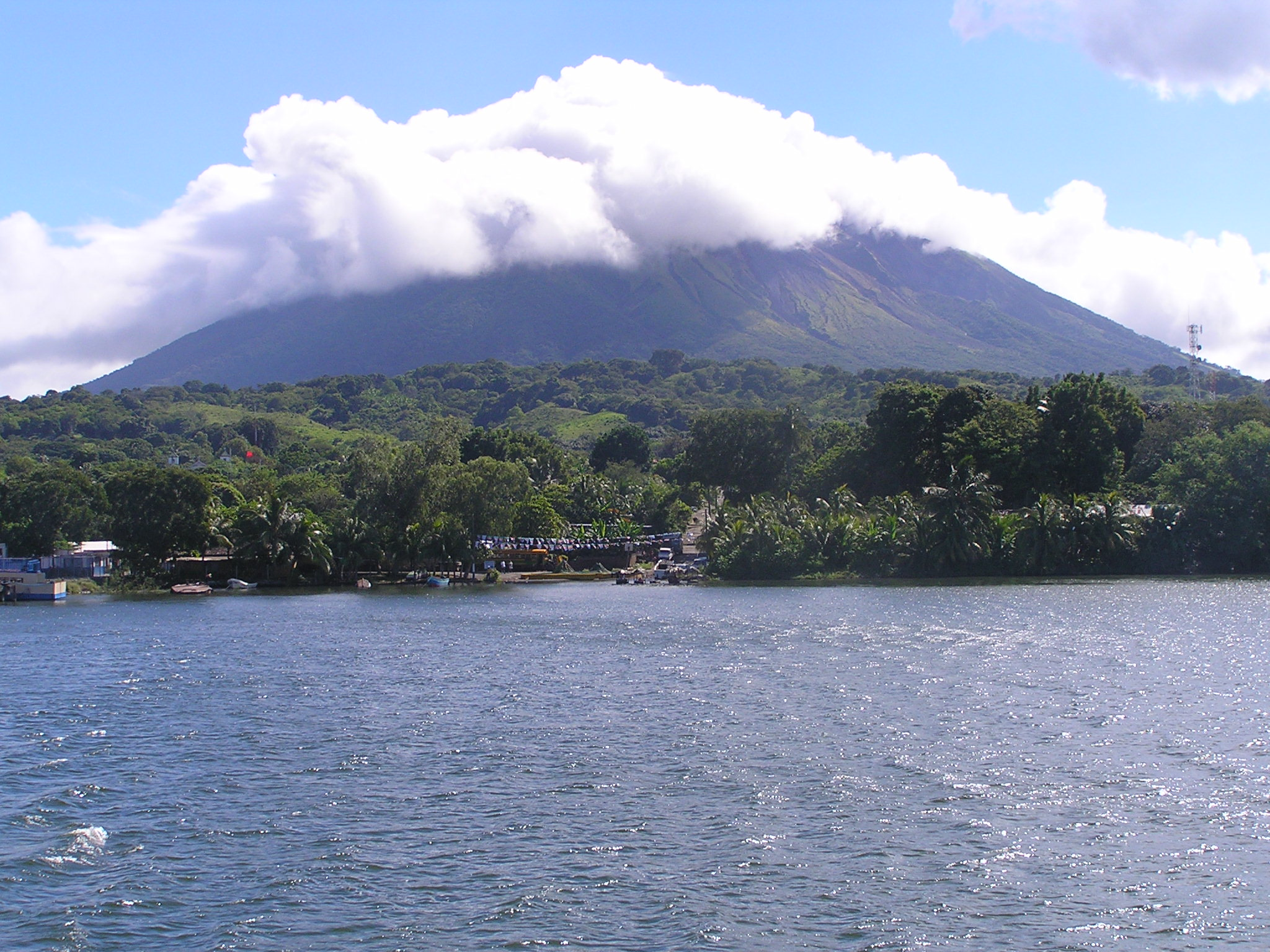
A sziget látképe
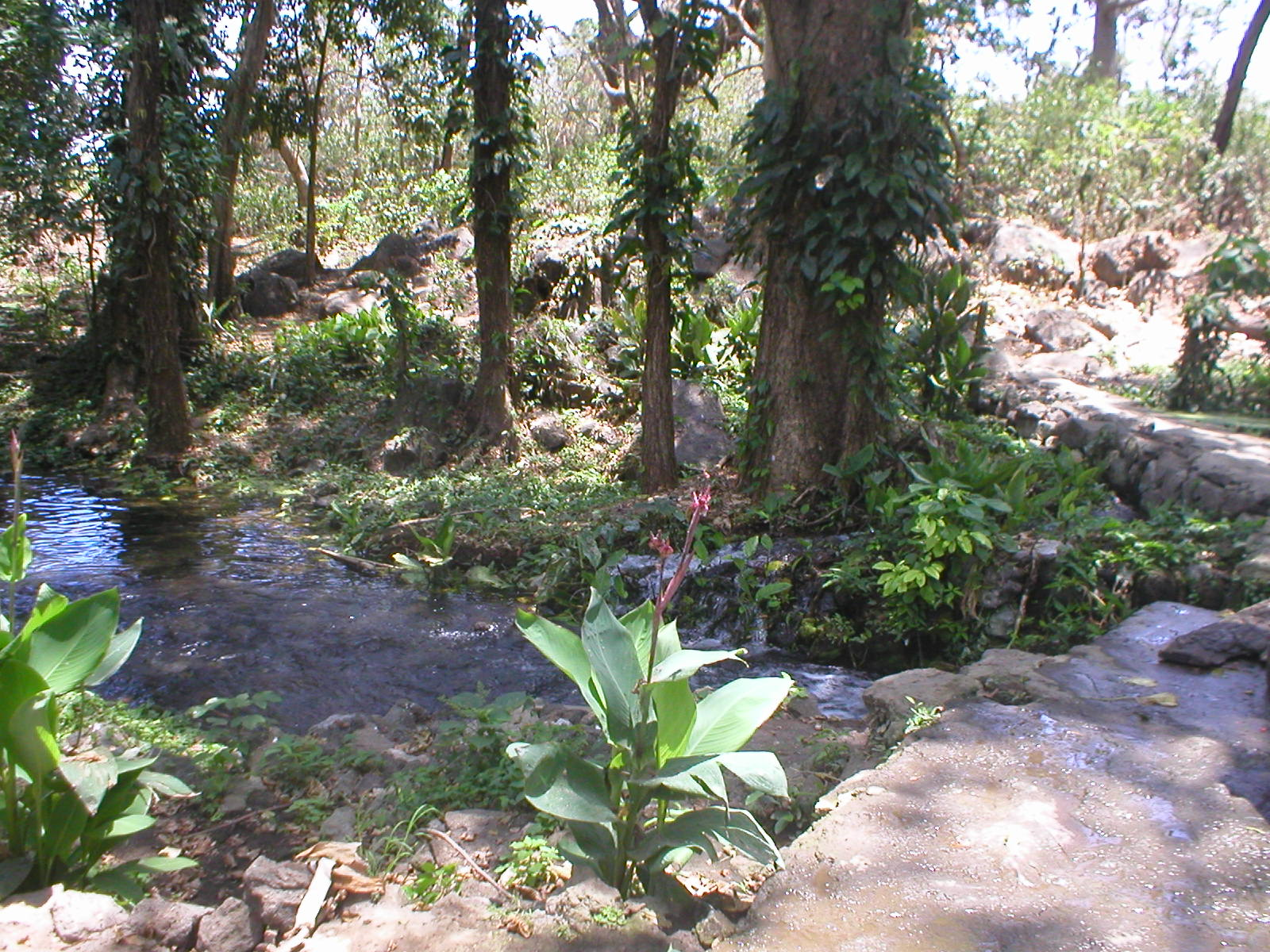
Patak a szigeten
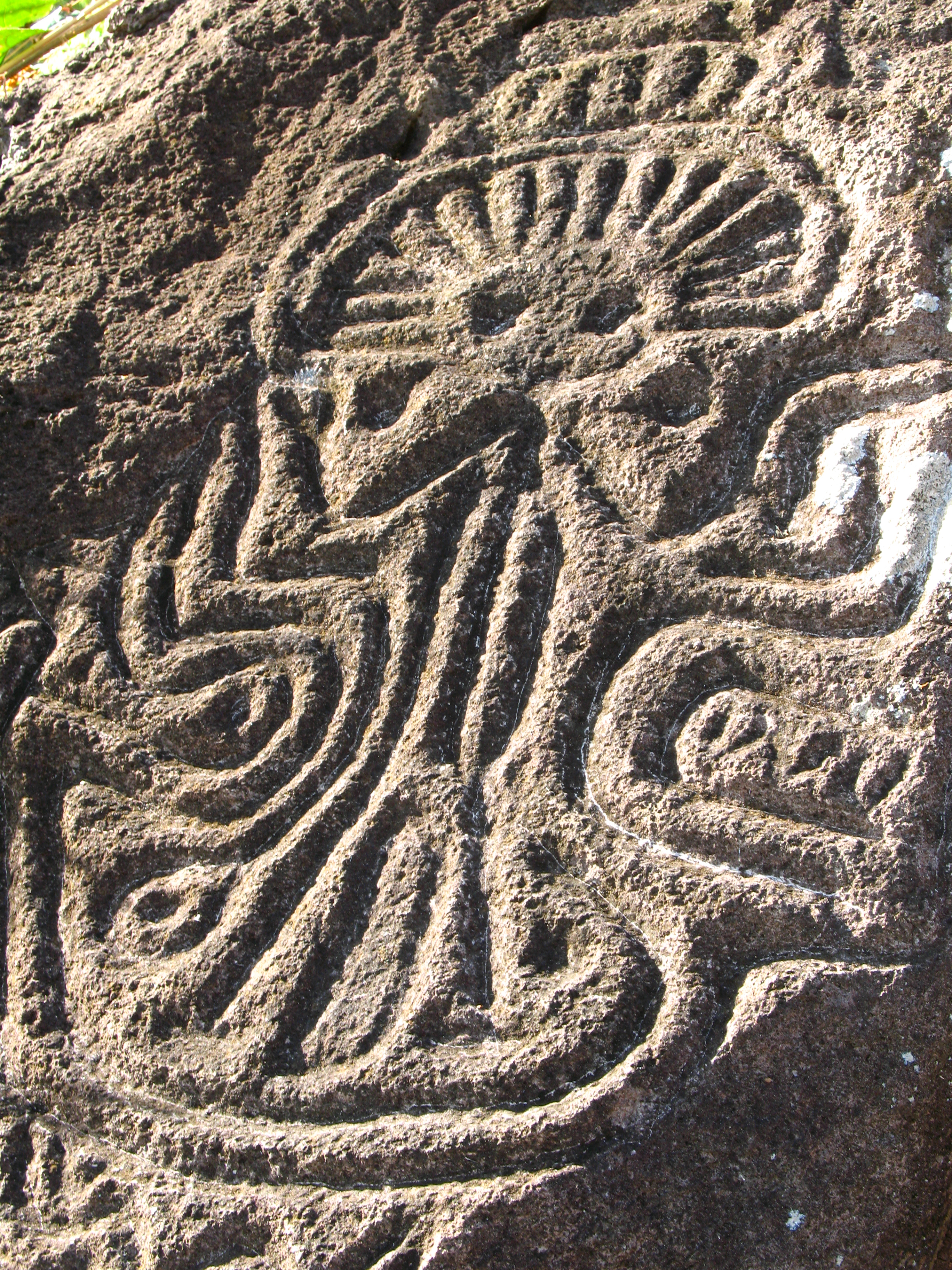
Régészeti lelet
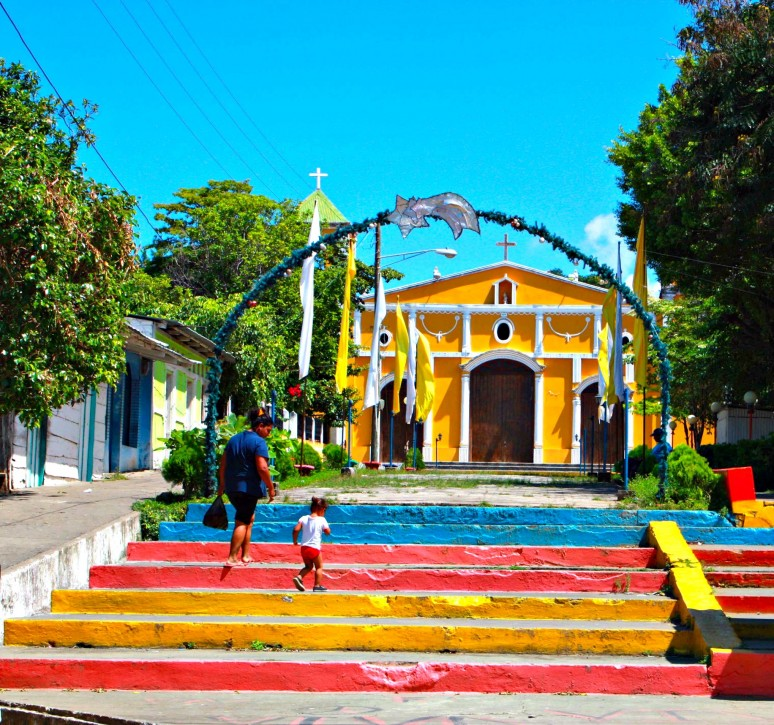
A moyogalpai templom